# Podomyrma femorata
Podomyrma femorata é uma espécie de formiga do gênero Podomyrma, pertencente à subfamília Myrmicinae.